# Sacirema concava
Sacirema concava är en stekelart som beskrevs av Papp 2007. Sacirema concava ingår i släktet Sacirema och familjen bracksteklar. Inga underarter finns listade i Catalogue of Life.